# 복외측시각교차전핵
복외측시각교차전핵(ventrolateral preoptic necleus, VLPO 또는 intermediate nucleus of the preoptic area, IPA)는 인간, 그리고 인간과 다른 동물의 시상하부 전면과 시각 교차(Optic chiasm) 측면에 위치한 뉴런의 집합체이다. 뇌의 수면촉진핵(복외측시각교차전핵(VLPO), 뇌줄기의 측면(parafacial zone), 중격의지핵(nucleus accumbens core))과 상행성 망상 활성계(ascending reticular activating system, ARS) 그리고 시상하부 측면의 오렉신 뉴런을 보호하는 시스템은 신경계에 의해 상호 연결되어 있으며, 각성, 수면 그리고 이 두 상태사이의 변화를 관장한다. VLPO는 주로 비렘수면(non-rapid eye movement sleep, NREM)중에 활성되며, 상행성 망상 활성계(각성과 깨는 것을 수반한다)의 뉴런을 억제하는 억제 신경전단물질, 주로 감마 아미노뷰티르산(GABA)과 galanin을 분비한다. VLPO의 신경은 위에서 언급한 신경계들의 뉴런에 의해 분포된다. VLPO는 수면 유도 신경전달물질 세로토닌과 아데노신, 그리고 프로스타글란딘 D2(Prostaglandin D2)에 의해 활성화되며, 노르에피네프린(Norepinephrine)과 아세틸콜린에 의한 각성 동안 억제된다. 수면과 각성, 특히 불면증 및 기면증의 수면 장애와의 연관성에서의 VLPO의 기능은 신경과학 연구의 성장 영역이다.

## 구조
VLPO의 뉴런 중 약 80%가 GABAergic(GABA를 생성하는 뉴런)이다. 실험쥐를 대상으로 한 연구에서, 3분의 2의 조직이 낮은 극파역치(threshold spikes)를 지닌 균질의 삼각다극 세포로 구성되어 있다는 것이 밝혀졌으며 이 세포들 중 약 3분의 2는 수면 중에 활동한다. 모든 삼각다극신경세포들은 노르에피네프린과 아세틸콜린에 의해 억제된다. 하지만 최근 몇 년간, 이 삼각다극신경세포들은 두 개의 하위 집단으로 나뉘어 VLPO에 존재한다는 사실이 분명해졌다:
- 타입 1–세로토닌에 의해 억제되는 유형
- 타입 2–세로토닌과 아데노신에 의해 활성화되는 유형

세로토닌과 아데노신은 각성 중에 축적되기 때문에, 타입 2가 수면 유도를, 타입 1이 수면 정리를 담당하는 것으로 보인다.
VLPO의 나머지 세 번째 뉴런은 노르에피네프린에 의해 활성화된다. 기능은 불분명하다.

## 기능

### 수면/각성

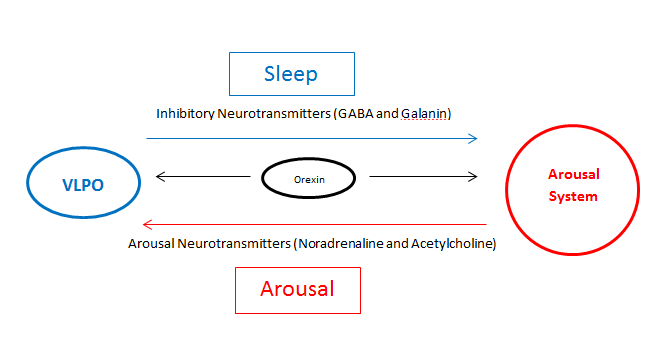
플립-플롭 스위치설의 개요 도면

20세기 중반의 -처음에는 쥐를 대상으로, 다음은 고양이를 대상으로 한- 연구에서 불면증으로 나타난 VLPO의 병변은 VLPO가 수면에 중요한 역할을 한다는 것을 보여준다. VLPO의 신경은 뇌의 기관-각성 시스템(솔기그물핵 Raphe Nucleus, 조면유두체핵 Tuberomammillary Nucleus(TMN), 다리뇌뒤판핵 Pedunculopontine tegmental nuclei(PPT), 외측등쪽피교핵 laterodorsal tegmental nucleus(LDT) 청반 locus coeruleus(LC), 흑질 substantia nigra(SN), 배측수도관옆회색질 ventral periaqueductal grey(vPAG)과 오렉신성 뉴런: 이들은 확산조절시스템diffuse modulatory systems(DMS)의 모노아민성 핵에 속한다)의 일부인-세포와 가지돌기에 분포한다.
VLPO는 깨어 있는 동안 축적되는 세로토닌과 아데노신 그리고 프로스타글란딘 D2에 의해 활성화된다. 대부분의 VLPO 뉴런들은 GABA성과 Galanin성인데, GABA와 Galanin을 각각 억제하는 신경전달물질을 분비한다. 이런 억제성 신경전달물질의 분비는 각성 시스템을 억제하여 수면이라는 결과로 나타난다.

### 일주기 리듬
포유류에서 잠과 일주기 리듬이 가깝게 연결되어 있다는 것은 최근에 제안된 것이다. 포유류의 일주기 리듬 "제어 시계master clock" 는 시교차 상핵suprachiasmatic nucleus(SCN)이다. SCN은 VLPO의 근소한 돌출부를 지니는데, 이 돌출부는 수면을 촉진시키는 VLPO의 GABA성 뉴런을 활성화시키는 것으로 예상된다. 차례로, VLPO는 SCN의 돌출부를 지니고 이에 따라 VLPO는 포유류의 일주기 리듬을 제어하는 역할을 하는 것으로 추정된다.

## 임상적 중요성

### 불면증
중간핵에 (설치류에서 VLPO galanin 뉴런과 동등함)더 많은 Galanin 뉴런을 가진 연령이 높은 환자는 더 질이 높은, 지속적인 수면을 가진다. 이는, 뉴런의 감소는 단편적인 수면(밤에 더 자주 일어나는)과 연관있는 것을 볼 수 있다.
쥐에서, VLPO의 병변은 논렘수면시간의 50~60% 감소와 초기 불면증을 일으킨다. [16] VLPO의 중단은 VLPO가 담당하는 각성 시스템 억제를 불규칙적이고 감소하게 한다는 가설이 세워진 바이다. 이는 불면증 환자는 밤에 더 자주 깬다는 것을 의미한다. 더 최근의 연구 결과는 불면증이 오렉신 뉴런 신호전달을 포함하는 VLPO와 각성 시스템 입출력의 불균형 때문에 일어날 수 있다고 추측한다. 반 Orexin 수용체는 현재 불면증 치료를 위해 개발되고 있다.

### 기면증
기면증 유형 1은 오렉신의 감소로 인해 일어난다. 기면증에서 감소한 수치의 오렉신은 VLPO와 각성 시스템 간의 스위치가 불안정하여 각성과 잠의 순간적인 교체-기면증의 특징적인 현상-가 일어난다고 추측된다.

### 심부뇌 자극
2013년에는 새로운 방법의 뇌 심부 자극술인 자기장 프로젝터(자석으로 뇌 심부 자극술을 유도하는)가 쥐에게 실험되었으며 성공적으로, 수면을 유도하는 VLPO의 신경 세포 활동을 조절한 것으로 나타났다. 이 새로운 방법의 심부뇌 자극 외과 수술을 피하며 현재의 방법보다 훨씬 저렴한 이 새로운 방법의 심부뇌 자극 인간의 불면증과 기면증 치료로 이어질 수 있다.

### 마취제
연구에서 두 가지의 마취제, 이소플루레인과 할로세인은 쥐에서 VLPO의 활동을 증가시키는 것으로 나타났다.  이는 마취제가 직접적으로 각성/수면 네트워크에 영향을 미칠 수 있다는 것을 입증했으며, 기면증/불면증 치료에서의 마취제의 잠재력을 내비친다.  프로포폴은 VLPO의 활동을 증가시키는 것으로 나타났으나, 메카니즘은 확실하지 않다.